# Leuctra ferruginea
Leuctra ferruginea is een steenvlieg uit de familie naaldsteenvliegen (Leuctridae). De wetenschappelijke naam van de soort is voor het eerst geldig gepubliceerd in 1852 door Walker.